# Palacio Municipal de Yurécuaro

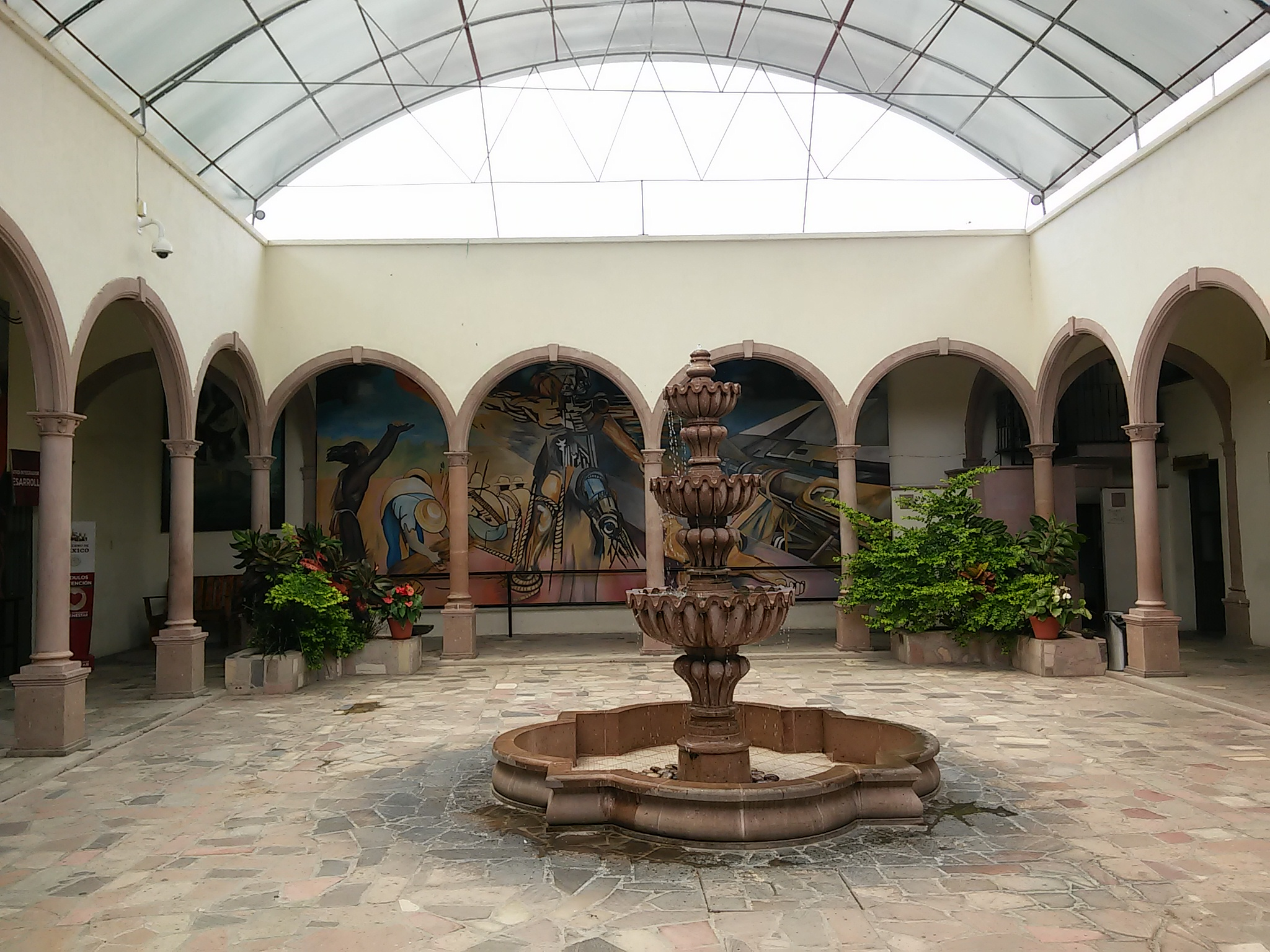
Vista del patio y el portal interior

El Palacio Municipal de Yurécuaro o Presidencia Municipal de Yurécuaro, es la sede del H. Ayuntamiento del Municipio de Yurécuaro, en el Estado de Michoacán, México. Fue construido a principios del siglo XX.

## Historia
En 1900, a iniciativa el secretario del ayuntamiento Don Pedro Uribe, fueron reconstruidas las antiguas casas consistoriales, ubicadas al sur de la plaza de la independencia. La obra contó con la ayuda económica del gobernador del estado, el general Aristeo Mercado, quien visitó personalmente los trabajos de construcción en una ocasión que se encontraba de tránsito hacia Zamora. El portal exterior de la parte que correspondía a la fachada del nuevo palacio fue comenzado en 1903.
El edificio fue concluido en 1904 y el síndico del ayuntamiento, don Eduardo Villaseñor negoció con los propietarios de las fincas aledañas al nuevo palacio para que completaran la parte del portal que le correspondía a sus propiedades. Como resultado de los acuerdos, se concluyó el portal, el cual contó con 24 arcos de medio punto y fue llamado inicialmente Portal de Iturbide y después fue renombrado como Portal Hidalgo, denominación que conserva actualmente.
En 1919, el presidente municipal Ignacio Estrada Navarro inició los trabajos de construcción del portal interior del palacio, para lo cual fue contratado el arquitecto Bernabé Melgoza. El portal interior y todos sus detalles como techado y pavimento de ladrillo, fueron terminados en 1922 a iniciativa del presidente municipal Eleno Curiel, con un costo total de 5000 pesos de la época.

## Murales
En 1971 el artista Eliseo Mijangos de Jesús realiza en uno de los muros del patio, un mural titulado "La expropiación petrolera", como un homenaje al General Lázaro Cárdenas. En 1973 realiza "La historia del campesino" el cual simboliza el desarrollo del campesino desde la época prehispánica, el virreinato y la Revolución Mexicana.